# NGC 4545
NGC 4545 é uma galáxia espiral barrada (SBc) localizada na direcção da constelação de Draco. Possui uma declinação de +63° 31' 29" e uma ascensão recta de 12 horas, 34 minutos e 34,1 segundos.
A galáxia NGC 4545 foi descoberta em 20 de Março de 1790, por William Herschel.